# Michael Braun Alexander
Michael Braun Alexander (* 1968 in Bad Oldesloe als Michael Braun) ist ein deutscher Journalist und Schriftsteller.

## Leben
Nach Abitur, Zivildienst und einem viermonatigen Aufenthalt im Kibbuz Yifat in Israel studierte Michael Braun von 1990 bis 1993 am Magdalen College der Universität Oxford Philosophie, Politik- und Wirtschaftswissenschaften. Von 1993 bis 1995 absolvierte er an der Paul H. Nitze School of Advanced International Studies der Johns Hopkins University in Bologna und Washington D.C. ein Graduiertenstudium im Fachbereich Internationale Beziehungen. In diesem Zeitraum war er Forschungsassistent von David P. Calleo und Stephen F. Szabo. Von 1995 bis 1997 absolvierte Braun ein Wirtschaftsvolontariat beim Hamburger Abendblatt und arbeitete anschließend als Korrespondent für den Axel Springer Verlag in New York. 1999 wechselte Braun als Mitglied der Chefredaktion des Wirtschaftsmagazins Finanzen (heute €uro) zum Finanzen Verlag in München, wo er ab 2001 als Chefredakteur arbeitete.
2003 machte Braun sich als Publizist in Berlin selbstständig. Von 2005 bis 2012 war er Geld-Kolumnist der Frauenzeitschrift Freundin. Seit 2014 lebt und arbeitet er als Auslandskorrespondent in Indien.
Seine Eindrücke an der Universität Oxford verarbeitete Braun in seinem autobiografisch gefärbten Debütroman Jericho oder Das feine Gesicht des Himmels (1997). Der Roman Bräutigame (2012) schildert die Geschichte einer bessarabiendeutschen Familie im 20. Jahrhundert. Seine Vorfahren mütterlicherseits stammen aus Bessarabien, das die Familie 1940 verließ.
Braun lektoriert außerdem Donald Duck und Micky Mouse.

## Auszeichnungen
- 2017: Journalistenpreis Bahnhof

## Literarische Werke
- Jericho oder Das feine Gesicht des Himmels. Roman. Collection S. Fischer, Frankfurt am Main 1997, ISBN 3-596-22390-3.
- Unter die Linden. Erzählung. In: Petra Gropp, Jürgen Hosemann, Günther Opitz, Oliver Vogel (Hrsg.): Neues aus der Heimat! Fischer Taschenbuch Verlag, Frankfurt am Main 2003, ISBN 3-596-16311-0.
- UG2. Roman. 2012, ISBN 978-1-4750-9672-9.
- Bräutigame. Roman. 2012, ISBN 978-1-4680-7559-5.
- Madame Jakublonskis Monstrositäten-Cabinet. Roman. Dresdner Buchverlag, Dresden 2013, ISBN 978-3-941757-34-9.

## Sachbücher
- mit Stephanie Heise: Die 100 Antworten zum Euro. In: Christa Randzio-Plath (Hrsg.): Der Euro – mehr als ein Symbol. Nomos Verlagsgesellschaft, Baden-Baden 1996, ISBN 3-7890-4561-6.
- mit Carola Ferstl: Rundum sicher mit Geld. Goldmann Verlag, München 2005, ISBN 3-442-39083-4.
- So geht Geld. Goldmann Verlag, München 2010, ISBN 978-3-442-17118-7.
- Wenn Geld stirbt. Goldmann Verlag, München 2013, ISBN 978-3-442-17404-1.
- Indien Superpower – Aufstieg einer Wirtschaftsmacht, FinanzBuch Verlag, München 2020, ISBN 978-3-95972-136-3.

## Auszeichnungen (Auswahl)
- 1996: Ludwig-Erhard-Förderpreis für Wirtschaftspublizistik, mit Stephanie Heise.
- 2007: J. Henry Schroder Award.
- 2008: Stipendium für Berliner Autorinnen und Autoren des Regierenden Bürgermeisters.
- 2010: Grenzgänger-Stipendium der Robert Bosch Stiftung.